# Takeru Satō
Takeru Satō (jap. 佐藤健 Satō Takeru; ur. 21 marca 1989 w Iwatsuki) – japoński aktor, najbardziej znany z ról Ryōtarō Nogamiego w serialu Kamen Rider Den-O, Kento Shibaty w Mei-chan no shitsuji oraz Kenshina Himury w filmach Rurōni Kenshin.

## Życiorys
Pochodzi z prefektury Saitama. Karierę aktorską rozpoczął w wieku 17 lat występując w serialu Princess Princess D. W marcu 2007 ukończył liceum w Koshigayi. Parę miesięcy wcześniej wygrał casting do głównej roli w serialu Kamen Rider Den-O. Satō zyskał ogromną popularność wraz z sukcesem serialu i od tamtej pory jest głównie kojarzony z rolą pechowego Ryōtarō Nogamiego. Zaowocowało to wystąpieniem aktora w aż 3 filmach związanych z serialem. Po raz ostatni Takeru wystąpił w roli Ryōtarō w filmie Saraba! Kamen Rider Den-O wyświetlanego pod koniec 2008 roku.
Wiosną 2008 roku po skończeniu zdjęć do Den-O, Satō zagrał w serialu Rookies. Jak sam przyznaje, grał tam małą rolę, jednak dla niego samego była przełomową. W tym samym roku zagrał wraz ze swoim przyjacielem Harumą Miurą w adaptacji mangi Bloody Monday. Dużą popularność zyskał występując w serialu Mei-chan no Shitsuji, w którym zagrał u boku Hiro Mizushimy (odtwórcy roli głównej postaci poprzedniej serii Kamen Ridera) i Nany Eikury. W 2011 potwierdził, że zagra rolę Kenshina Himury w filmie Rurōni Kenshin.
W 2012 wybuchł skandal medialny związany z imprezą, podczas której aktorka Atsuko Maeda wpadła w furię i histerię poalkoholową. Obecny na zabawie Satō w stanie nietrzeźwym postanowił zaprowadzić Maedę do domu. Moment, gdy Takeru niósł Maedę na rękach w sposób przypominający niesienie worka, a także chwila umieszczenia jej w taksówce, zostały sfotografowane przez dziennikarzy. Zdjęcia te rychło doczekały się przeróbek zrobionych przez internautów. W związku z tą sprawą Takeru, w obawie przed atakami, przestał prowadzić swojego bloga. 
Aktor ma 170 cm wzrostu, interesuje się breakdancem, kotami i układaniem kostki Rubika. Na swoim blogu wspominał, że w czasach szkolnych nie był popularną osobą. Ma młodszą o 4 lata siostrę Tamaki, a ich rodzice rozwiedli się gdy Takeru chodził do szkoły podstawowej.

## Wybrana filmografia

### TV Dramy
| Rok  | Tytuł                                                       | Rola                             | Stacja telewizyjna |
| ---- | ----------------------------------------------------------- | -------------------------------- | ------------------ |
| 2006 | Princess Princess D                                         | Tōru Kōno                        | TV Asahi           |
| 2007 | Shinigami no Ballad                                         | Kantarō Ichihara                 | TV Tokyo           |
| 2007 | Kamen Rider Den-O                                           | Ryōtarō Nogami/Kamen Rider Den-O | TV Asahi           |
| 2008 | Rookies                                                     | Yūya Okada                       | TBS                |
| 2008 | Bloody Monday                                               | Otoya Kujō                       | TBS                |
| 2009 | Mei-chan no shitsuji                                        | Kento Shibata                    | Fuji TV            |
| 2009 | Mr. Brain                                                   | Masaru Nakagawa                  | TBS                |
| 2009 | MW Chapter 0: Akuma no Game                                 | Takashi Morioka                  | NTV                |
| 2009 | Honto ni Atta Kowai Hanashi                                 | Shōtarō Fujisawa                 | Fuji TV            |
| 2010 | Ryōmaden                                                    | Izō Okada                        | NHK                |
| 2010 | Bloody Monday 2                                             | Otoya Kujō                       | TBS                |
| 2010 | Q10                                                         | Heita Fukai                      | NTV                |
| 2011 | Fuyu no sakura                                              | Hajime Inaba                     | TBS                |
| 2011 | Saigo no kizuna: Okinawa hikisakareta kyōdai                | Agarie Yasuharu                  | Fuji TV            |
| 2013 | Tonbi                                                       | Akira Ichikawa                   | TBS                |
| 2014 | Bitter Blood                                                | Natsuki Sahara                   | Fuji TV            |
| 2015 | Tennō no ryōriban                                           | Tokuzō Akiyama                   | TBS                |
| 2018 | Hanbun, aoi                                                 | Ritsu Hagio                      | NHK                |
| 2018 | Gibo to musume no blues                                     | Akira Mugita                     | TBS                |
| 2019 | Honto ni atta kowai hanashi (20th-year anniversary special) | Satoshi Miyazaki                 | Fuji TV            |
| 2020 | Gibo to musume no blues (New Year special)                  | Akira Mugita                     | TBS                |
| 2020 | Koi wa tsudzuku yo doko made mo                             | dr Tendō                         | TBS                |

### Filmy
| Rok  | Tytuł                                     | Rola                   | Uwagi              |
| ---- | ----------------------------------------- | ---------------------- | ------------------ |
| 2007 | Gekijōban Kamen Rider Den-O: Ore, tanjō!  | Ryōtarō Nogami         | główna rola        |
| 2008 | Kamen Rider Den-O & Kiva: Climax Deka     | Ryōtarō Nogami         | główna rola        |
| 2008 | Saraba Kamen Rider Den-O: Final Countdown | Ryōtarō Nogami         |                    |
| 2009 | Goemon                                    | młody Saizō Kirigakure |                    |
| 2009 | Rookies: Graduation                       | Yūya Okada             |                    |
| 2010 | Trick The Movie: Psychic Battle Royalem   | Shōhei Nakamori        |                    |
| 2010 | Beck                                      | Yukio "Koyuki" Tanaka  |                    |
| 2012 | Rurōni Kenshin                            | Kenshin Himura         | główna rola        |
| 2013 | Real                                      | Kōichi Fujita          | główna rola        |
| 2013 | Kanojo wa uso o aishisugiteru             | Aki Ogasawara          | główna rola        |
| 2014 | Rurōni Kenshin: Kyōto taika-hen           | Kenshin Himura         | główna rola        |
| 2014 | Rurōni Kenshin: Densetsu no saigo-hen     | Kenshin Himura         | główna rola        |
| 2015 | Bakuman                                   | Moritaka Mashiro       | główna rola        |
| 2016 | Sekai kara neko ga kietanara              | listonosz / diabeł     | główna rola        |
| 2016 | Nanimono                                  | Takuto Ninomiya        | główna rola        |
| 2017 | Ajin                                      | Kei Nagai              | główna rola        |
| 2017 | 8-nengoshi no hanayome: Kiseki no jitsuwa | Hisashi                | główna rola        |
| 2018 | Inuyashiki                                | Hiro Shishigami        |                    |
| 2018 | Hardcore                                  | Sakon Gondō            |                    |
| 2018 | Oku otoko (jap. 億男)                     | Kazuo                  | główna rola        |
| 2018 | Kamen Rider Heisei Generations Forever    | Ryōtarō Nogami         |                    |
| 2019 | Droga samurajów                           | Jin'nai Karasawa       | główna rola        |
| 2019 | Jedna noc (jap. ひとよ Hito yo)           | Yūji Inamura           | główna rola        |
| 2019 | Dragon Quest: Your Story                  | Ruka                   | główna rola (głos) |
| 2021 | Rurōni Kenshin: Saishūshō – The Final     | Kenshin Himura         | główna rola        |
| 2021 | Rurōni Kenshin: Saishūshō – The Beginning | Kenshin Himura         | główna rola        |
| 2021 | Belle                                     | Smok (głos)            | film animowany     |